# 常光寺 (塩尻市片丘)
常光寺（じょうこうじ）は長野県塩尻市片丘にある真言宗智山派の寺院。山号は雨寶山。

## 概要
創建時期は平安時代であり、寛永2年（1625年）に牛伏寺の僧憲養により中興された。江戸時代には諏訪藩東五千石領に属し、北アルプスを一望する山門は高島城の御殿門が移設されたものである。本堂には、本尊の如意輪観音（鎌倉時代中期、塩尻市指定文化財)があり、寄木造りで漆箔が施されている。薬師堂には薬師如来、庚申堂には青面金剛が安置されている。
昭和59年（1984年）落成の宝物殿には弘法大師坐像や古写経、諏訪藩主から拝領の引戸駕籠などが収蔵されている。境内は国の重要文化財「小松家住宅」に隣接している。市内上西条にも同名の真言宗寺院がある。

## 境内
- 本堂
- 薬師堂
- 鐘楼
- 庚申堂
- 庫裡

## 交通アクセス
- JR中央本線塩尻駅から車で約15分。